# Gruppe parallel
Die gruppe parallel war eine Gruppe von Künstlern und Wissenschaftlern, die sich mit der Verbindung von Kunst und aktueller Wissenschaft und Technik auseinandersetzte. Sie wurde 1968 in Ludwigshafen am Rhein gegründet, 1975 hat sie sich aus persönlichen Gründen wieder aufgelöst. Die Gruppe wurde als gemeinnütziger Verein gegründet, die Geschäftsführung lag bei Hilde und Eugen Roth. Die Künstler dieser Gruppe waren Vertreter der konkreten Kunst.

## Mitglieder dergruppe parallel
- Hans Bardens
- Klaus Basset
- Herbert W. Franke
- Hans Geipel
- Hein Gravenhorst
- C. M. Kiesel
- Frieder Nake
- Eugen Roth
- Hilde Roth

## Intention
»Wissenschaft, Technik, Gesellschaft und Kunst sind rückgekoppelte Phänomene, die nur in bewusster Kommunikation miteinander ihrer Aufgabe gerecht werden. Kunst ist nicht nur Gegenstand, sondern ist auch Mittel dieser Kommunikation. Informationstheorie und Kybernetik verstehen sie als Wahrnehmungsprozess. Dadurch ergeben sich neue Aufgaben für die freie kreative Gestaltung. In dieser Richtung wirkende Kräfte anzusprechen ist das Ziel der Gruppe Parallel.« – Definition für die Arbeit der Gruppe.
»Die Diskussion um den Sinn der Kunst in der technischen Gesellschaft hält an. Das Unbehagen, das Künstler, Kunstkritiker und Publikum nach wie vor erfasst, hat einige konkrete Gründe:
1. Die Kunst hat heute keine mythisch-transzendente Funktion mehr.
2. Ihre Rolle als Auslöser von Emotionen entspricht nicht mehr den gestellten Erwartungen.
3. Didaktische Aufgaben werden heute von anderen Medien besser erfüllt.

Diese Einsichten haben eine erfreuliche Bewegung in den Kunstbetrieben gebracht. Man experimentiert mit neuen Medien und Methoden, man verzichtet auf das Museum und sucht einen Platz für die Kunst im öffentlichen Leben. Allerdings: die aufgetretenen Fragen werden damit nicht gelöst.
In der Gruppe „parallel“ haben sich die Vertreter verschiedener Berufszweige  mit vorherrschend kreativ-gestaltender  Orientierung zu einer losen Zusammenarbeit gefunden. Über alle Unterschiede individueller Anschauung hinweg sind sie der Meinung, dass ästhetische Fragestellungen in jedem Gestaltungsprozess integriert sind - ästhetisch im ursprünglichen Sinn des Wortes: bezogen auf den Wahrnehmungsprozess. Ästhetisch heißt: optimal verdeutlicht, informationell aufbereitet, dem Zugriff des explorativen Verhaltens offen. Als Kunstwerk ist dann jeder ästhetische Gegenstand anzusehen, der keinen anderen Zweck erfüllt, als Anreiz für Wahrnehmungs- und Denkprozesse zu geben. Das bedeutet keine Bewusstseinserweiterung im vordergründigen Sinn, aber einen Beitrag zur Ausbildung der Fähigkeit, sich mit komplexen Umweltstrukturen klärend auseinanderzusetzen.
Verzichtet man auf den Wunsch, der Kunst durch irgendeinen Umweg doch noch ein mystisches Wirkungsfeld zuzuschreiben, so ist die Richtung wieder klar. Sie steht offen für jeden Versuch, der die alten Ausdrucksmittel sprengt, aber sie führt auch zu manchen herkömmlichen Darstellungsformen zurück, die in ihrer Einfachheit noch immer die besten Voraussetzungen für Wahrnehmungsprozesse bieten – etwa zur Graphik oder zur Skulptur. Aus diesem Bereich ihres Wirkens  - der freien ästhetischen Gestaltung – stellen die Mitglieder der Gruppe „parallel“ ihre neuesten Arbeiten vor.« – Herbert W. Franke

## Ausstellungen
- 1968 Dr. Ludwig Reichert-Haus, Ludwigshafen
- 1968 Internationale Computer-Tagung an der TU Berlin
- 1968 Galerie Senatore, Stuttgart
- 1970 Dr. Ludwig Reichert-Haus, Ludwigshafen
- 1973 Parlamentarische Gesellschaft, Bonn